# Pannonbreeding

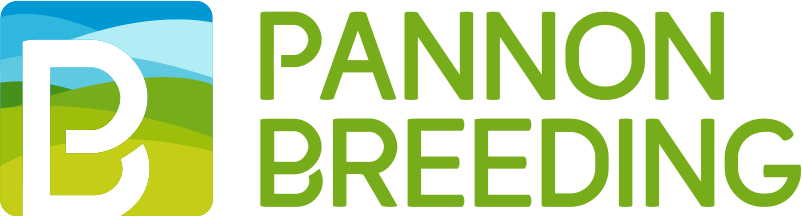
Pannon Breeding

A Pannon Breeding agrár-innovációs program, ami a Kárpát-medence kertészeti növényei genetikai értékeinek hasznosítását, megőrzését célozza. A program célja a klímaváltozást toleráló, növények kiválasztása, kutatása, a perspektivikus növények termesztés-technológiájának kidolgozása, fejlesztése, piacosítása. Érzékeny ökológiájú területeken történő gazdálkodásra alkalmas növények és technológiák fejlesztése.

## A program elemei
I.             Innováció: Tudáspark, laboratórium kialakítása, alap és alkalmazott kutatások
II.           Tanácsadás, szakképzés: Agrárgazdasági szereplők információs kiszolgálása, Duális képzés.
III.          Termelő üzem: Törökszentmiklósi Mezőgazdasági Zrt. kertészeti divíziója – innovációs és precíziós gazdaság fejlesztése
IV.         Klaszteresedés: A mezőgazdaság számára munkahelyteremtő, vidékmegtartó programot indít, a folytonos innovációval biztosítja a program fenntarthatóságát
Az innovációs kutatási program részeként a Pannon Breeding program a Gazdaságfejlesztési és Innovációs Operatív Program keretein belül (GINOP 2.2.1-15-2017-00042 számon), közel 2 milliárd forint támogatást nyert el. A támogatás lehetőséget teremt a kutatás infrastruktúrájának megteremtéséhez, a kutatási munka finanszírozásához, a későbbi célok elérésének megalapozásához.

### Az innovációs konzorcium
A kutatási program lebonyolítása érdekében a Törökszentmiklósi Mezőgazdasági Zrt. vezetésével konzorcium alakult. A konzorciumi tagok két egyetem, a Szent István Egyetem és a Debreceni Egyetem, valamint két kutatóintézet, a Gabonakutató Nonprofit Kft. és a Nemzeti Agrárkutatási és Innovációs Központ Erdészeti Tudományos Intézet. A konzorcium létrehozása lehetőséget teremt különböző kutatási területek közötti szoros együttműködésre. Ennek elősegítésére, közös informatikai rendszer került kialakításra. Az informatikai rendszer fejlesztésével olyan informatikai felület jött létre, ami alapot teremt a különböző kutatási területek közötti gyors információ áramláshoz.

### A kutatási program területei, célkitűzései
A Pannon Breeding programon belül a támogatott kutatási projekt 2017. augusztusában kezdődött és 2021. szeptemberéig tart. Az elkövetkező 4 év során a 22 kutatócsoport az innovációs termékfejlesztést szem előtt tartva, olyan növényekkel kísérletezik és olyan technológiákat, módszereket fejleszt, amelyek a Pannon régió növényeinek genetikai állományát hivatottak megőrizni és fenntartani.

## A program 7 fontos célkitűze
1. Zöldfelület gazdálkodás: a projekt eredményeként fás szárú, évelő lágyszárú, egynyári fajták olyan szelektált állománya születik meg, mely szárazságtűrése és sótűrése következtében a degradált területek növényesítésében sikerrel alkalmazható.
2. Érzékeny ökológiájú területek szántóföldi hasznosítására alkalmas növényeinek genetikai kutatása: olyan növénygenetikai vonalak meghatározása, melyek alkalmasak ezen területek szántóföldi hasznosítására.
3. Fitoremediáció és energianövények, talajremediáció: az alprogram legfontosabb feladata a leghatékonyabb ökotípusok kiválasztása és módszerek kidolgozása a szennyezett talajok kezelésére, fitoremediációs és környezetkémiai vizsgálatok segítségével.
4. Hatóanyagáért termesztett növények: az alprogram lényege az elsősorban hazai (őshonos és legalább 20 éve termesztett idegen eredetű), valamint néhány introdukált gyógynövényfaj génforrásként történő hasznosítása.
5. Növényvédelem: a kutatócsoport feladata a vizsgált növényfajok és fajták termesztését meghiúsító jelenlegi és a jövőben várható károsítóinak kockázat elemzése
6. Informatika: az alprogram célja, hogy a hazai kertészeti kutatómunkában eddig nem alkalmazott, új módszer, a kutatói csoportok célirányos, informatikával támogatott innovációs együttműködése jöjjön létre. Ez a maga nemében itt Magyarországon egyedi kezdeményezés, és mint ilyen, újszerűségével az alkalmazott kertészeti kutatásmódszertan úttörője lehet[forrás?].
7. Agrárökonómia: A kutatás a projekt agrárgazdasági megalapozását hivatott elvégezni. Egyrészről célja, hogy a tervezett termékekre való fogyasztói igényeket felmérje, illetve meghatározza azt a fogyasztói piacot és szegmenst, amelyben értékesíthetők, valamint feltérképezze a lehetséges értékesítési csatornákat.